# خين مونغ لوين
خين مونغ لوين (بالبورمية: ခင်မောင်လွင်)‏ هو لاعب كرة قدم ميانماري في مركز الدفاع، ولد في 27 ديسمبر 1988 في Lanmadaw Township ‏ في ميانمار. شارك مع منتخب ميانمار لكرة القدم. أما مع النوادي، فقد لعب مع شان يونايتد ونادي يانغون يونايتد.

## وصلات خارجية
- خين مونغ لوين على موقع الاتحاد الدولي (مؤرشف)  (الإنجليزية)
- خين مونغ لوين على موقع قاعدة بيانات كرة القدم.إي يو (الإنجليزية)
- خين مونغ لوين على موقع ناشيونال فوتبول تيمز (الإنجليزية)
- خين مونغ لوين على موقع Soccerway.com (الإنجليزية)